# Маловенделівка
Маловенде́лівка — село в Україні, у Новоайдарській селищній громаді Щастинського району Луганської області. Населення становить 88 осіб.
У селі одна вулиця -  Берегова, яка пролягла між річкою Айдар і мергелевими узвишшями.
Ось фрагмент з щоденникових записах академіка Гільденштедта від 31 серпня 1774, коли він проїздив цими місцями 

| ...на обох берегах Айдару розташувалася однодворська слобода Новий-Айдар, в 8-ми верстах вище її малоросійська власницька слобода Генералівка або Венделівка (Wendelofka), а ще в 5-ти верстах вище – однодворська слобода Співаківка або Заводівка, куди в 1759 році були також переведені однодворці з села Співаківки або Заводівки Ізюмської провінції... |
У той час слобода Маловенделівка була заселена малоросіянами. Назву слобода отримала від генерал-майора барона Родіона Кіндратієвича фон Веделя, вихідця із німецьких прибалтійських дворян. Він прославився при облозі Очакова, де командував кавалерійськими полками і дивізією. Одружившись на дочці бєлгородського генерал-губернатора Богдана Пассека, отримав гарний посаг. На картах 1760–70-х років слобода підписана Генералівкою, пізніше – Венделівкою.
В «Экономических примечаниях на Старобельский уезд 1804 г» написано, що 
| «Деревня Венделевка владения жены генерал-фельдмаршала графини Анны Родионовны Чернышовой» має 84 двора, у яких проживає 254 чоловічих і 256 жіночих душ. «На реке Айдаре имеется мельница о пяти поставах с толчеями и суковальнями... которая действие имеет во весь год, вырабатывает помольного разного хлеба 285 четвертей, какой употребляется для домашнего обихода». |

## Населення
За даними перепису 2001 року населення села становило 88 осіб, з них 54,55 % зазначили рідною українську мову, а 45,45 % — російську.

## Уродженці
У селі народилася українська письменниця Любов Горбенко.

## Лісовий заказник  «Мінаєвська діброва»
Поблизу села знаходиться лісовий заказник місцевого значення «Мінаєвська діброва».
Оголошений рішенням Луганської обласної ради від 28 лютого 2013 р. № 17/38. Площа — 359,3188 га. Знаходиться на землях державного лісового фонду в межах постійного землекористування державного підприємства «Новоайдарське лісомисливське господарство».
- «Мінаєвська діброва» [Архівовано 2 лютого 2020 у Wayback Machine.]

## Пов'язані
Подрезенко Олександр Васильович (1973-2014) — солдат батальйону «Айдар», загинув у боях за Щастя.

## Світлини

Маловенделівка
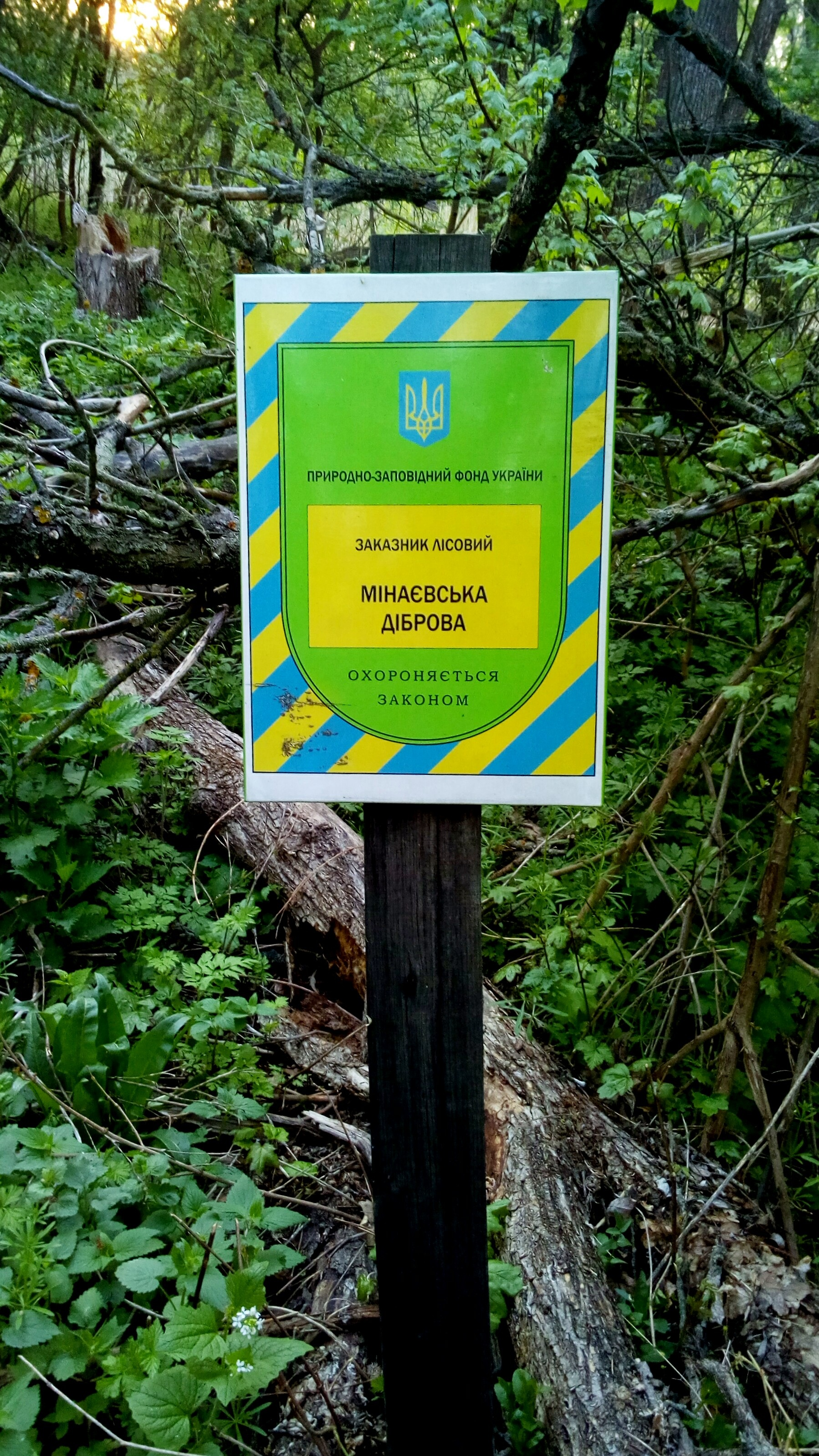
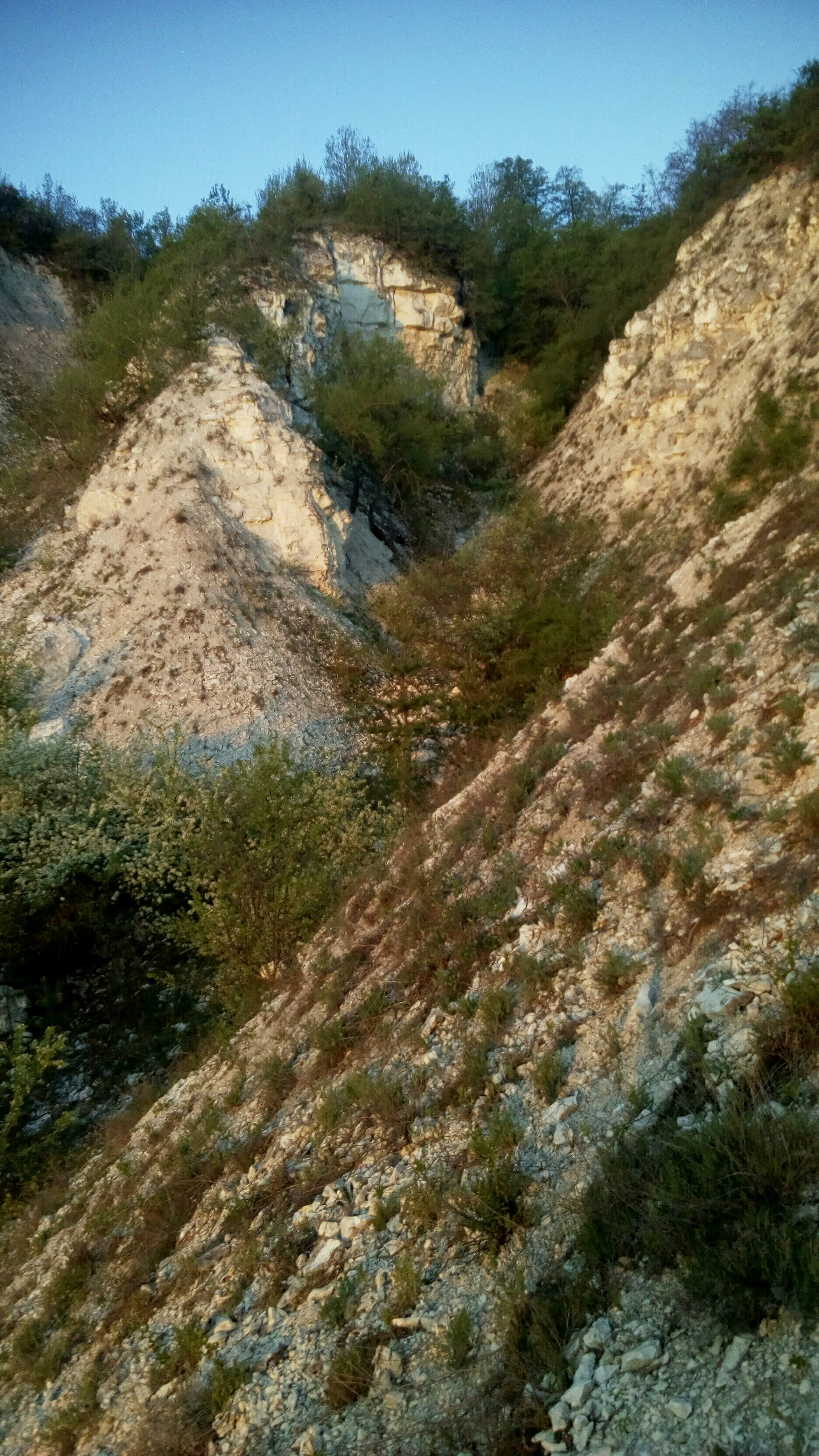
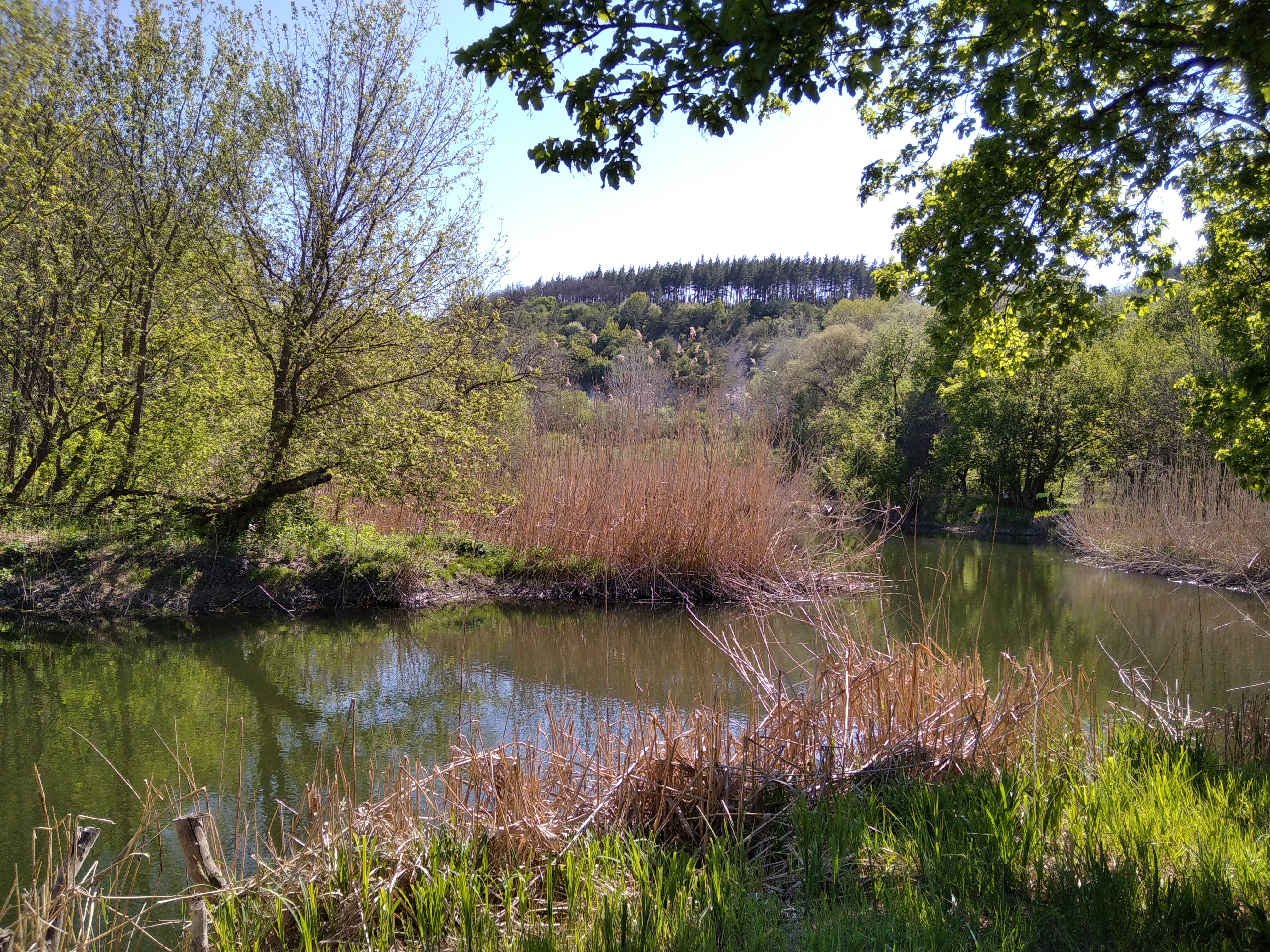
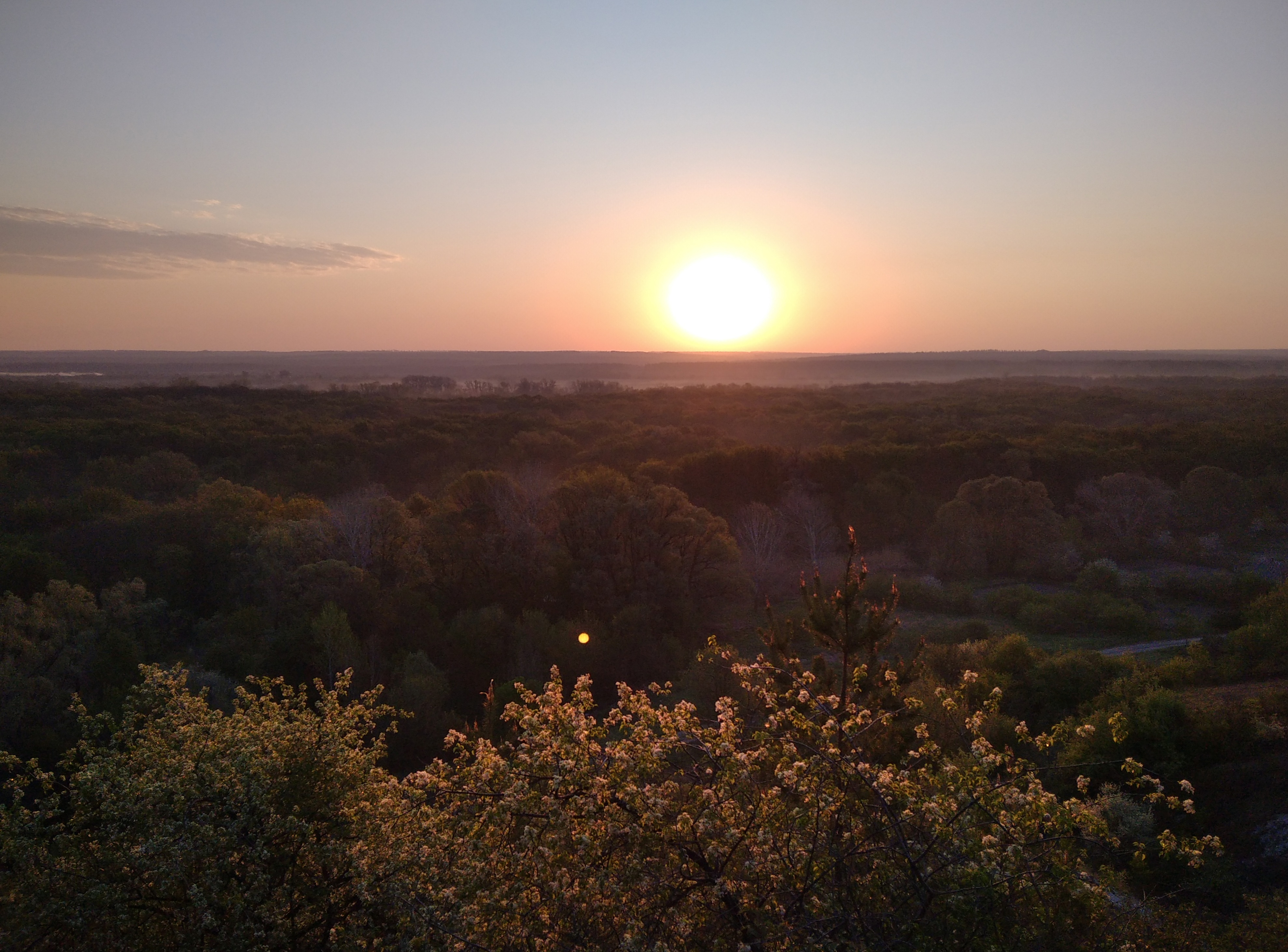
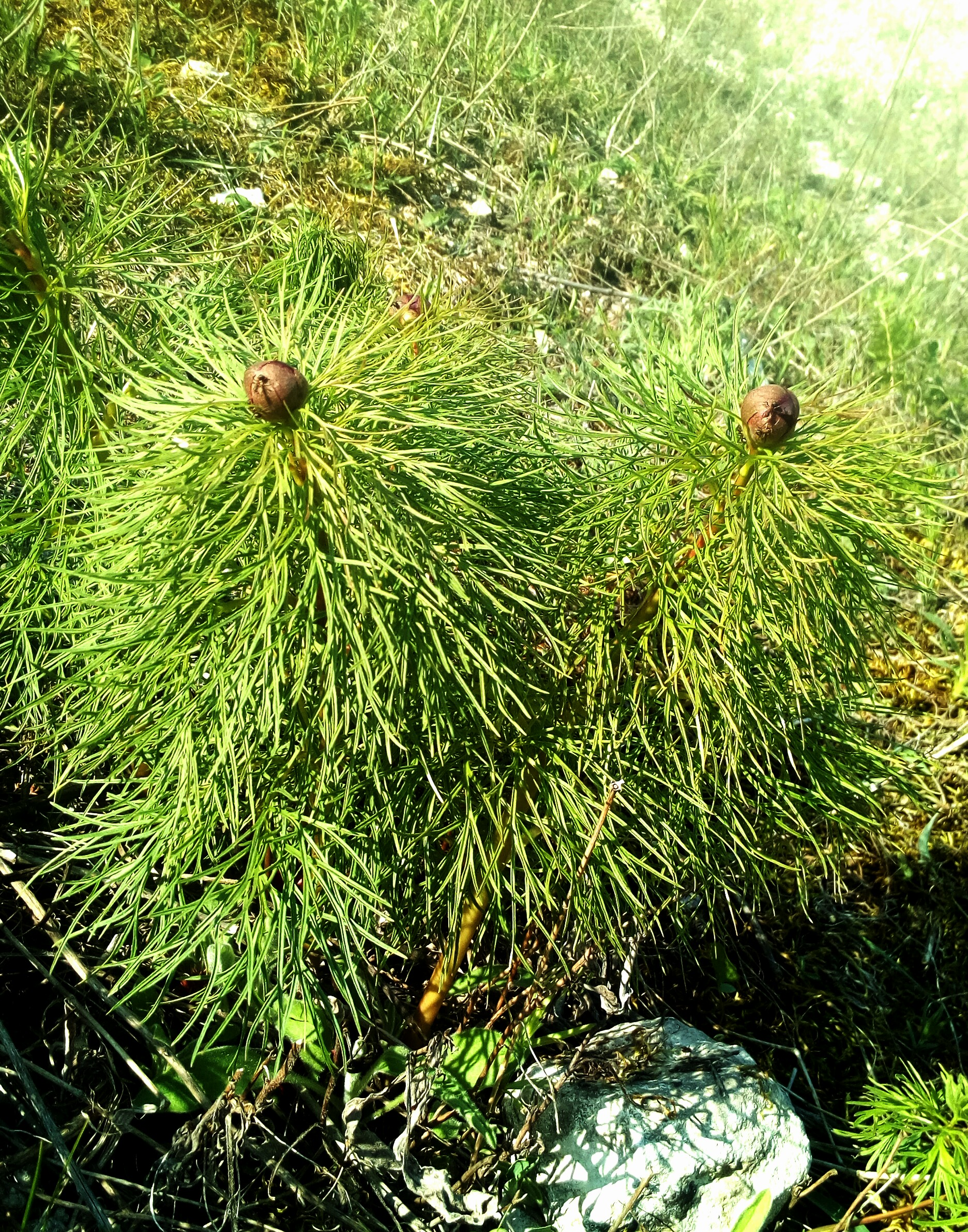
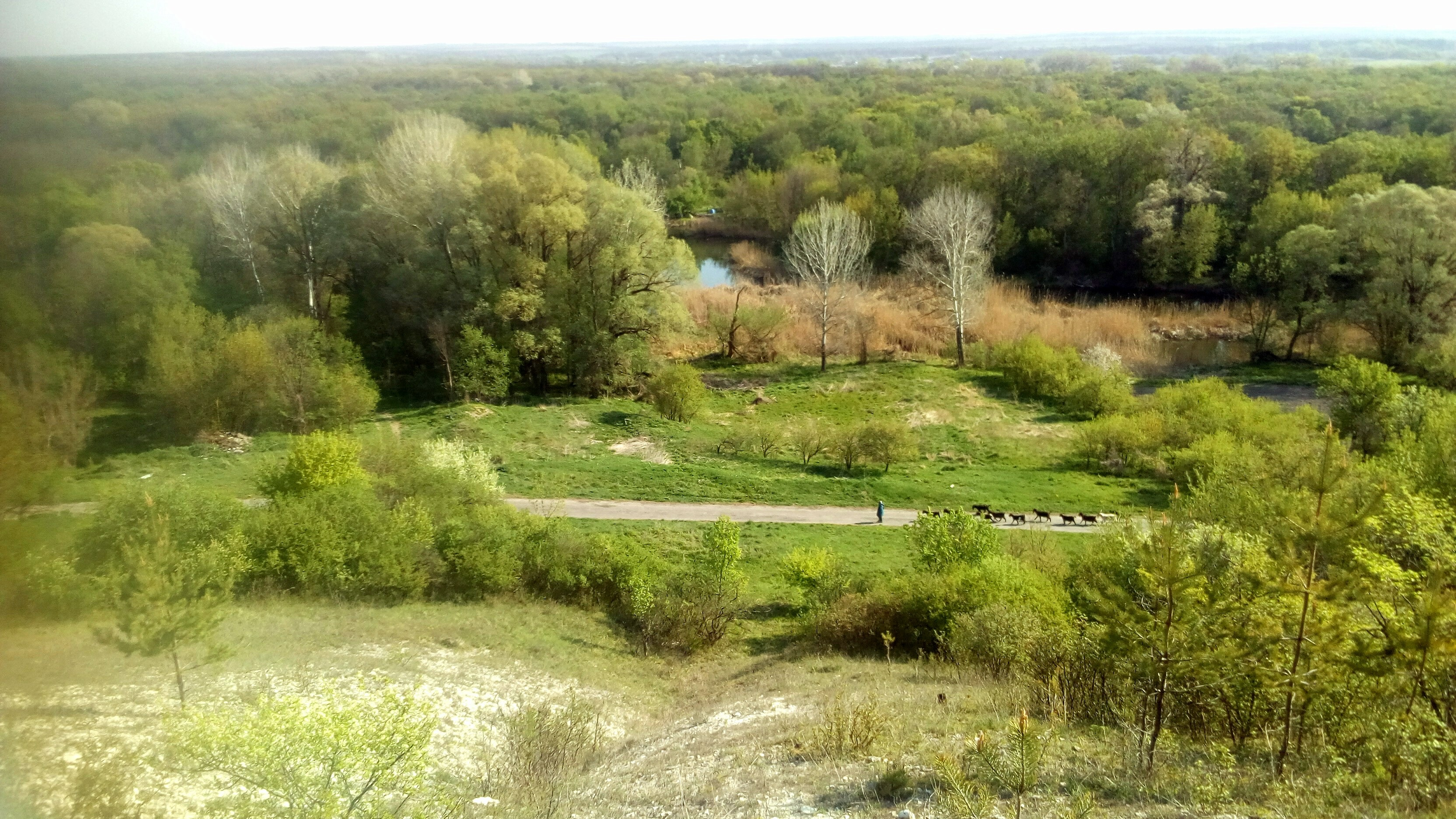